# Медоубрук Фарм (Кентаки)
Медоубрук Фарм (енгл. Meadowbrook Farm) град је у америчкој савезној држави Кентаки.

## Демографија
По попису из 2010. године број становника је 136, што је 10 (-6,8%) становника мање него 2000. године.
| Група             | 2000.       | 2010.       |
| Белци             | 134 (91,8%) | 121 (89,0%) |
| Афроамериканци    | 11 (7,5%)   | 10 (7,4%)   |
| Азијати           | 0 (0,0%)    | 0 (0,0%)    |
| Хиспаноамериканци | 0 (0,0%)    | 4 (2,9%)    |
| Укупно            | 146         | 136         |